# François-Romain Lhérisson
Pour les articles homonymes, voir Lhérisson.
François-Romain Lhérisson (Les Cayes, Haïti, 31 mars 1798 - 1859) est un poète, écrivain pseudo-classique et un éducateur haïtien. 
Auteur d'un recueil de Chansons créoles (1819), probablement le premier recueil écrit fixant le langage oral créole, il laisse également des textes satiriques.

## Biographie

### Origines et professorat
François-Romain Lhérisson, né aux Cayes le 31 mars 1798, est le fils d'André-Romain Lhérisson, orfèvre natif de Curaçao et de Sophie Lassègue. Il enseigne d'abord aux Cayes, puis en 1851 à Port-au-Prince, où il dispense un large éventail de matières notamment le latin, l'algèbre, la géométrie et le droit.

### Poète et chansonnier
En tant que poète, on se souvient de Lhérisson pour ses chansons poétiques, comme La Bergère Somnambule. 
Lhérisson collabore à la revue L'Abeille haïtienne. Il est également l'auteur de chansons qui connaissent un vif succès à son époque. Son œuvre inclut également des chansons satiriques, comme celles où il se moque du dirigeant haïtien Jean-Pierre Boyer. Son recueil de Chansons créoles (1819) a été perdu, à l'exception d'une chanson connue dans plusieurs versions, « Grand maman moin dit : nans Guinée, Ma maman m'a raconté qu'autrefois en Guinée. », qui traduit une nostalgie de l'Afrique. Ces Chansons créoles constituent probablement un des premiers ouvrages haïtiens utilisant le langage oral créole.

### Vie privée
François-Romain Lhérisson se marie à deux reprises : avec Baptiste-Charlottine N, puis avec Anne Charlotte Raccollier. Il est le père d'au moins deux enfants : 1) Marie Anne Astré et 2) Louis Jacques Romain Démosthènes, né aux Cayes le 25 juillet 1826.